# Arthur Korn
Arthur Korn (Wrocław, 20 de maio de 1870 — Jersey City, 21 de dezembro de 1945) foi um físico alemão.